# Jambur Lak Lak
Jambur Lak Lak is een bestuurslaag in het regentschap Aceh Tenggara van de provincie Atjeh, Indonesië. Jambur Lak Lak telt 437 inwoners (volkstelling 2010).